# Ховренко, Михаил Александрович
Михаил Александрович Ховренко или Ховрёнко (17 [29] марта 1866, Ханкенды, Бакинская губерния — 24 ноября 1940, Ташкент) — русский химик-винодел, профессор.

## Биография
Родился 17 (29) марта 1866 года в урочище Хан-Кендах в семье прапорщика (впоследствии капитана) 16-го гренадерского Мингрельского полка.
В 1884 году окончил Владикавказское реальное училище и на средства благотворительного общества продолжил обучение в Московском техническом училище. С отличием окончив училище в 1892 году, отбыл воинскую повинность и стал работать на Старожиловском винокуренном заводе. После окончания, в 1895 году, Высших курсов виноделия в «Магараче», где слушал лекции А. Е. Саломона, и зарубежной стажировки возглавил магарачскую энохимическую лабораторию (при Никитском ботаническом саде в Ялте), где проводил опыты массового применения выдержки вин в бочках под открытым небом (под солнцем) — сначала с целью улучшения процессов их портвейнизации, а затем — мадеризации.
Читал курс химии и анализа вина на высших Магарачских курсах. С 1896 по 1906 гг. совместно с учениками изучал химический состав российских вин. В 1897 году ездил в 8-месячную командировку во Францию и Австрию, где знакомился с постановкой опытного и учебного дела в области виноделия.
В 1906 году был арестован по обвинению в революционной деятельности, находился в Феодосийской тюрьме. После освобождения с 1908 года стал старшим специалистом по виноградарству и виноделию в Департаменте земледелия в Санкт-Петербурге.
С 1909 года преподавал в Московском сельскохозяйственном институте; в 1912 году был избран профессором института по кафедре сельскохозяйственной технологии.
В 1925 году к преподавательской деятельности добавилась работа главным виноделом Винсиндиката.
В 1927 году переехал в Узбекистан, где стал главным виноделом треста «Узбеквино», позднее начал и преподавать: сначала был профессором Среднеазиатского государственного университета в Ташкенте, а с 1930 года — профессором вновь организованного в Ходженте Среднеазиатского плодово-овощного института (САПОИ). В 1933 году, после ликвидации кафедры виноделия в Ходженте, переехал в Кировабад (ныне Гянджа), где был профессором Азербайджанского сельскохозяйственного института. В 1936 году вернулся в Узбекистан и работал главным инженером-виноделом треста «Узбеквино», возглавлял винодельческий завод (ныне — Винный завод им. Ховренко в Самарканде).
Внёс весомый вклад в развитие виноградарства и виноделия. Предложил применение термической обработки мезги для вин (типа кагора) с интенсивной окраской и сохранением сахаристости — приём Розенталя-Ховренко. В течение 1896—1906 гг. выполнил трудоёмкую работу по сбору и обработке материалов для изучения химического состава русских виноградных вин; эта информация была опубликована в 1906 году в виде 12 таблиц по районам виноделия и типам вин за 35 лет — с 1870 по 1905 гг.
Организовал производственные посадки новых для Средней Азии сортов винограда — Фурминт, Турига; расширил площади виноградником с сортами Саперави, Каберне Совиньон, Морастель; стал автором нескольких марок узбекских вин, в числе которых сухое марочное вино «Хосилот». Неоднократно участвовал в международных дегустационных конкурсах.
Был награждён орденом Трудового Красного Знамени.
Умер в Ташкенте 24 ноября 1940 года.